# Tito Zeman
Pour les articles homonymes, voir Zeman.
Tito Zeman (4 janvier 1915 - 8 janvier 1969) était un prêtre catholique slovaque, de la Société salésienne. Victime de persécutions menées par le régime communiste de Tchécoslovaquie contre le clergé catholique, il subit douze ans de prison avant de mourir malade, des suites des mauvaises conditions qu'il avait dû supporter. Il est vénéré comme bienheureux et martyr par l'Église catholique.

## Biographie
Tito Zeman naît le 4 janvier 1915 dans une famille modeste et profondément chrétienne de Vajnory. Souhaitant devenir prêtre depuis son plus jeune âge, c'est après son entrée chez les salésiens qu'il reçoit l'ordination sacerdotale en 1940. Il poursuit ses études en théologie à l'Université grégorienne à Rome puis à Chieri, où il s'emploie pendant son temps libre à organiser des oratoires pour les jeunes.
En avril 1950, quand le régime communiste tchécoslovaque réprime le clergé et les ordres religieux, pour Tito Zeman il devient nécessaire d'organiser des voyages clandestins vers Turin pour permettre aux jeunes religieux salésiens de compléter leurs études en sécurité. Il organisa deux expéditions pour 60 jeunes salésiens. C'est à la troisième expédition qu'il est arrêté par la police d'Etat. Le procès qu'il dû subir est dur : Tito Zeman est accusé d'être un traître à la patrie et un espion du Vatican, risquant pour ces motifs la peine de mort. Toutefois, le 22 février 1952, il est condamné à vingt-cinq ans d'emprisonnement.
Le 10 avril 1964, après douze ans de réclusion, il est libéré. Son état de santé est grave à cause des mauvais traitements et tortures subis en prison, et on préfère le libérer que d'en faire un martyr. Les compagnons de Tito Zeman dirent de lui qu'il vécut ce calvaire avec un esprit de sacrifice, restant tenace dans sa foi. Il meurt cinq ans plus tard, le 8 janvier 1969.

## Béatification
La cause pour la béatification et canonisation de Tito Zeman débute le 26 février 2010 dans le diocèse de Bratislava. L'enquête diocésaine se clôture le 28 juin 2013 puis est transférée à Rome pour y être étudiée par la Congrégation pour les causes des saints.
Le 27 février 2017, le pape François reconnaît la mort in odium fidei de Tito Zeman, faisant de lui un martyr. Cette reconnaissance permet sa béatification, dont la cérémonie a été célébrée le 30 septembre 2017 à Bratislava par le cardinal Angelo Amato.